# Axamb jezik
Axamb jezik  (ahamb; ISO 639-3: ahb), oceanijski jezik s južne Malekule u Vanuatuu, kojim govori 750 ljudi (Lynch and Crowley 2001). Pripada s još trinaest jezika podskupini obalne malekule.
Prema ranijim podacima govorilo ga je 525 ljudi (1983 SIL). Pismo: latinica.

## Vanjske poveznice
- Ethnologue (14th)